# Faff-Bey
Faff-Bey ist eine finnische Thrash-Metal-Band aus Oulu, die im Jahr 1985 gegründet wurde, sich 1997 auflöste und 2005 wieder zusammenfand.

## Geschichte
Die Band wurde im Jahr 1985 gegründet in Oulu. Die ersten Demos wurden in finnischer Sprache eingesungen, doch, nachdem der Originalsänger die Band verlassen hatte, und Gitarrist Maike Valanne nun auch zusätzlich den Gesang übernahm, wechselten die Texte ins Englische. Nachdem die EP S/M Party im Jahr 1988 über ihr eigenes Label Grave Records veröffentlicht worden war, erreichte die Band einen Vertrag bei Bad Vugum Records. Bei diesem Label folgten die ersten beiden Albumveröffentlungen Back from the Grave (1988) und Doesn't Keel Like Laughing (1989). Zwischen diesen beiden Albumveröffentlichungen erschien 1989 außerdem die Single Emptyhead. Vor der Veröffentlichung von Doesn't Keel Like Laughing… kam Kessler außerdem als neuer Bassist zur Band. Nach der Veröffentlichung des zweiten Albums, erreichte die Band einen Vertrag bei Poko Rekords. Bei diesem Label erschien 1991 das Album Birthday. 1992 folgte die Single Ace of Spades, die eine Coverversion von Motörheads gleichnamigen Lied enthielt. 1994 schloss sich dann mit New Religion das nächste Album an. Nach der Veröffentlichung kam Petteri Lammassaari als neuer Schlagzeuger zur Band, da Jarodias Hand bei einem Unfall so schwer verletzt wurde, dass das Spielen des Schlagzeugs für ihn nie wieder möglich sein sollte. Die Band spielte einige weitere Konzerte, bis sie sich 1997 auflöste. 2005 fand die Gruppe wieder zusammen, um einige Konzerte zu spielen. Zudem veröffentlichte Poko Rekords eine Kompilation namens Should Have Stayed in the Grave, auf der die bisher letzten Studioaufnahmen der Band, sowie bisher vier unveröffentlichte Lieder, die aus einer Demosession von 1996 entstanden, enthalten waren. Im Sommer 2005 folgten einige weitere Auftritte.

## Stil
Die Band spielt aggressiven Thrash Metal, wobei der Gesang etwas an den Death Metal angelehnt ist. Die Musik lässt sich stellenweise mit Slayer und frühen Werken von Celtic Frost vergleichen.

## Diskografie
- 1986: Demo (Demo, Eigenveröffentlichung)
- 1988: S/M Party (EP, Grave Records)
- 1988: Back from the Grave (Album, Bad Vugum Records)
- 1989: Emptyhead (Single, Bad Vugum Records)
- 1990: Doesn't Feel Like Laughing… (Album, Bad Vugum Records)
- 1991: Birthday (Album, Poko Rekords)
- 1992: Ace of Spades (Single, Poko Rekords)
- 1994: New Religion (Album, Poko Rekords)
- 2005: Should Have Stayed in the Grave (Kompilation, Poko Rekords)